# William DeVaughn
William Edward DeVaughn jr. (Washington D.C., 28 november 1947) is een Amerikaanse r&b/soul-zanger, songwriter en gitarist.

## Carrière
DeVaughn was een freelance overheidsambtenaar, grafisch technicus en parttime-zanger. Hij schreef de song A Cadillac Don't Come Easy, die uiteindelijk werd herschreven als Be Thankful for What You Got (1972). Hij besteedde 900 dollar om de plaat te kunnen opnemen bij Omega Sound, een productiemaatschappij in Philadelphia. Producent John Davis (een lid van de MFSB studio sessie groep), kwam met een bijgeschaafd arrangement, uiteindelijk met boekingstijd om op te nemen bij Sigma Sound Studios in Philadelphia, gebruikt door Philadelphia International Records. Studio-eigenaar en chef-technicus Joe Tarsia nam het nummer op en mixte deze.
De sessie bevatte leden van de MFSB-groep: de gitaristen Norman Harris en Bobby Eli, drummer Earl Young, vibrafonist Vince Montana en percussionist Larry Washington, gegarandeerd door Allan Felder, die ook het afzonderlijke achtergrondkoor met de zanggroep van zijn zus aanbood. John Davis bespeelde de keyboards op het nummer. Frank Fioravanti, de uitvoerende producent en coördinator, waarborgde het uitbrengen van de song bij Roxbury Records, een dochtermaatschappij van Chelsea Records, geleid door industrie-veteraan Wes Farrell.
Van de plaat werden bijna twee miljoen exemplaren verkocht na de publicatie in 1974, met klasseringen in de Billboard r&b-hitlijst (#1) en de Billboard Hot 100 (#4). In het Verenigd Koninkrijk plaatste het nummer zich ook in de singlehitlijst: (#31, 1974) en (#44, 1980). De plaat werd met goud onderscheiden door de RIAA in mei 1974. Met een geluid en inhoud die zijn beïnvloed door Curtis Mayfield, sloegen de eenvoudige en bemoedigende teksten zo goed aan, dat ze op gospelradiostations te horen waren. Toen zijn succes als opname-artiest leek gewaarborgd, zegde DeVaughn zijn baan bij de overheid op.
DeVaughn bracht een album uit, voornamelijk met songs met een religieus karakter. Zijn tweede single Blood Is Thicker Than Water bereikte de hitlijst in 1974 (#10, r&b) en (#43, pop). Give the Little Man a Great Big Hand had slechts matig succes in de r&b-hitlijst begin 1975. Live preekte DeVaughn ook en vermaande zijn publiek vanaf het podium. Hij verloor zijn interesse in de muziekbranche en niet lang daarna werkte hij in een platenzaak en weer als ontwerper.
Fioravanti voorzag DeVaughns inspanning uit 1980, genoemd naar de nieuwe song Figures Can't Calculate van DeVaughn voor TEC Records in Philadelphia. De titelsong kwam voor in de r&b-hitlijst (#37) en een nieuwe versie van Be Thankful for What You Got was ook aanwezig op het album. Spoedig daarna nam DeVaughn de door Fioravanti geschreven song Creme de Creme op, uitgebracht bij het Amerikaanse label Houston Connection Recording Corporation, het Britse Excalibur en het Europese Red Bus.
In 2004 bracht DeVaughn de nieuwe single I Came Back uit bij zijn eigen Mighty Two Diamond Records. In 2014 werden de twee eerder niet uitgebrachte nummers Staying Power en Love Ballad of the Year toegevoegd aan de oldiescompilatie Lost Soul Gems van Sound Gems Records. In december 2016 werd het extra eerder niet uitgebracht nummer Love in Any Language toegevoegd aan de Lost Soul Gems-collectie. Al deze latere nummers werden geschreven door Fioravanti en anderen.
In mei 2017 werd de tweelingsong-medley What Does It Take (to Win Your Love for Me) en I Gotta Dance To Keep From Crying uitgebracht bij Sound Gems Records.

## Discografie

### Singles
- 1973/1974: Be Thankful for What You Got
- 1974: Blood is Thicker than Water
- 1974: Give the Little Man a Great Big Hand
- 1974: Kiss and Make Up
- 1980: Be Thankful for What You Got [nieuwe versie]
- 1980: Figures Can't Calculate
- 1982: Creme De Creme
- 2004: I Came Back
- 2014: Staying Power
- 2014: Love Ballad of the Year
- 2016: Love In Any Language
- 2017: What Does It Take (to Win Your Love for Me) en I Gotta Dance To Keep From Crying

### Studioalbums
- 1974: Be Thankful for What You Got
- 1980: Figures Can't Calculate
- 2008: Time Will Stand Still

- Bibliothèque nationale de France: cb14169936s (data)
- International Standard Name Identifier: 0000 0003 6422 6159
- Library of Congress Control Number: no98034060
- MusicBrainz: e547ca1c-f9fb-46fb-aee7-9a300622b513
- Virtual International Authority File: 227398284
- WorldCat: E39PBJtMqqcw7c6gQv3vHvtYfq